# Eucheira
Eucheira is een geslacht in de orde van de Lepidoptera (vlinders) familie van de Pieridae (Witjes).
Eucheira werd in 1834 beschreven door Westwood.

## Soort
Eucheira omvat de volgende soort:
- Eucheira socialis - Westwood, 1834